# 片野篤二
片野 篤二（かたの とくじ、1854年3月11日（安政元年2月13日） - 1900年（明治33年）6月27日）は、明治時代の政治家。衆議院議員（1期）。

## 経歴
美濃国安八郡、のちの岐阜県安八郡四郷村（御寿村、大薮町を経て現輪之内町）にて、片野萬右衛門、つるの四男として生まれる。中学科、農学科卒。農業を営む。
父・萬右衛門が創設した治水共同社の取締に就任し木曽三川分流工事の推進に務めた。揖斐川の河道を拡幅し、蛇行する河道をまっすぐに流すために土地収用事務の嘱託を委嘱され、土地収用に専念した。この土地買収で、屈曲していた揖斐川の河道は修正され、堤防も強固に河幅も広くなって流れも良くなった。また、大榑川の繰切りによって町内の洪水に対する長年の不安は解消された。これらの功績に対して岐阜県知事安楽兼道より下附状を贈られている。
四郷村外四ヶ村戸長を務めた。ほか、1885年（明治18年）3月より安八郡大榑川口洗堰組合土木委員を務め郷里の水利に尽力した。
1898年（明治31年）8月の第6回衆議院議員総選挙では岐阜県第2区から出馬し当選。議員在任中に病死した。この当選によって、次兄の青樹英二（愛知県の衆議院議員）と兄弟揃って議席を共にすることができた。兄弟議員の誕生を祝い村人達は三十五発の打ち上げ花火を打ち上げ当選を祝した。